# Giuseppe Dordoni
Giuseppe ("Pino") Dordoni (28 de junio de 1926 – 24 de octubre de 1998) fue un atleta italiano especializado en la marcha atlética. Sus mayores éxitos los consiguió en la prueba de 50 km marcha.
Compitió en los Juegos Olímpicos de Helsinki 1952 consiguiendo adjudicarse el oro y el título de campeón olímpico. Anteriormente en el año 1950 consiguió ser campeón de Europa.
Durante el transcurso de su carrera acumuló un total de 24 títulos de campeón de Italia de las diferentes distancias de la marcha atlética, demostrando una superioridad aplastante en su país en el período 1946-1957